# Граф Хьюм

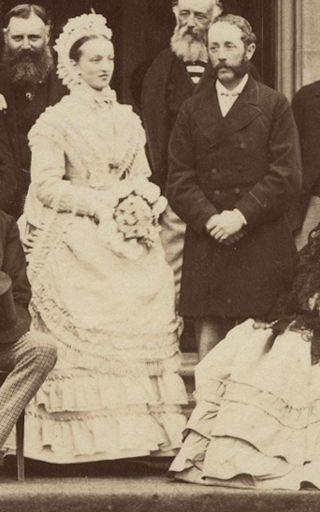
Чарльз Дуглас-Хьюм, 12-й граф Хьюм, с женой Марией Грей, фото 1870 года

Граф Хьюм (англ. Earl of Home) — наследственный титул в системе Пэрства Шотландии. Он был создан 4 марта 1605 года для Александра Хьюма, 6-го лорда Хьюма (ок. 1566—1619). Вспомогательные титулы: лорд Хьюм (создан в 1473) и лорд Дангласс (1605) в качестве пэра Шотландии, барона Дуглас из Дугласа в графстве Ланарк (1875) в качестве пэра Соединённого королевства. Некоторые графы из дома Хьюм также претендовали на титул лорда Хьюма из Бервика.

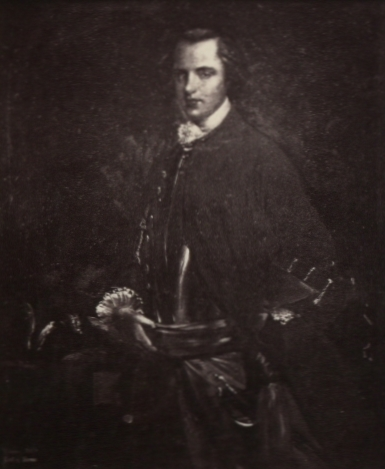
Уильям Хьюм, 8-й граф Хьюм

В настоящее время граф Хьюм является и потомственным вождем клана Хьюм и одним из старейших членов клана Дуглас.
Титул учтивости старшего сына и наследника графа Хьюма — «лорд Дангласс».
Самый известный из семьи Александр Фредерик Дуглас-Хьюм, 14-й граф Хьюм (1903—1995), более известный как сэр Алек Дуглас-Хьюм. В 1963 году после отставки премьер-министра Гарольда Макмиллана 14-й граф Хьюм был назначен королевой Елизаветой II 66-м премьер-министром Великобритании (1963—1964). Впервые за более чем за шестьдесят лет, премьер-министром стал член Палаты лордов, а не Палаты общин. После вступления в должность премьер-министра он отказался от пэрского титула 14-го графа Хьюма и покинул Палату лордов. В 1963—1974 годах — депутат Палаты общин от Кинросса и Западного Пертшира.
По состоянию на 2025 год, обладателем графского титула является его внук Майкл Дэвид Александр Дуглас-Хьюм, 16-й граф Хьюм (род. 1987) единственный сын Дэвида Александра Коспатрика Дуглас-Хьюма, 15-го графа Хьюма (1943—2022), наследовавший отцу в 2022 году.
Родовое гнездо — Хирсел в окрестностях Колдстрима (Берикшир) и Кастлемейнс в окрестностях Дугласа (Южный Ланаркшир).

## Лорды Хьюм (1473)
- 1473—1490: Александр Хьюм, 1-й лорд Хьюм (ок. 1403—1490), сын сэра Александра Хьюма из Хьюма и Дангласса (ок. 1380—1424);
- 1490—1506: Александр Хьюм, 2-й лорд Хьюм (ок. 1468 — 9 сентября 1506), сын Александра Хьюма, мастера Хьюма (ум. ок. 1456) и внук предыдущего;
- 1506—1716: Александр Хьюм, 3-й лорд Хьюм (ум. 8 октября 1516), старший сын предыдущего;
- 1516—1549: Джордж Хьюм, 4-й лорд Хьюм (ум. 15 апреля 1549), второй сын 2-го графа Хьюма;
- 1549—1575: Александр Хьюм, 5-й лорд Хьюм (ум. 1575), старший сын предыдущего;
- 1575—1619: Александр Хьюм, 6-й лорд Хьюм (ок. 1566 — 5 апреля 1619), сын предыдущего от второго брака, граф Хьюм с 1605 года.

## Графы Хьюм (1605)

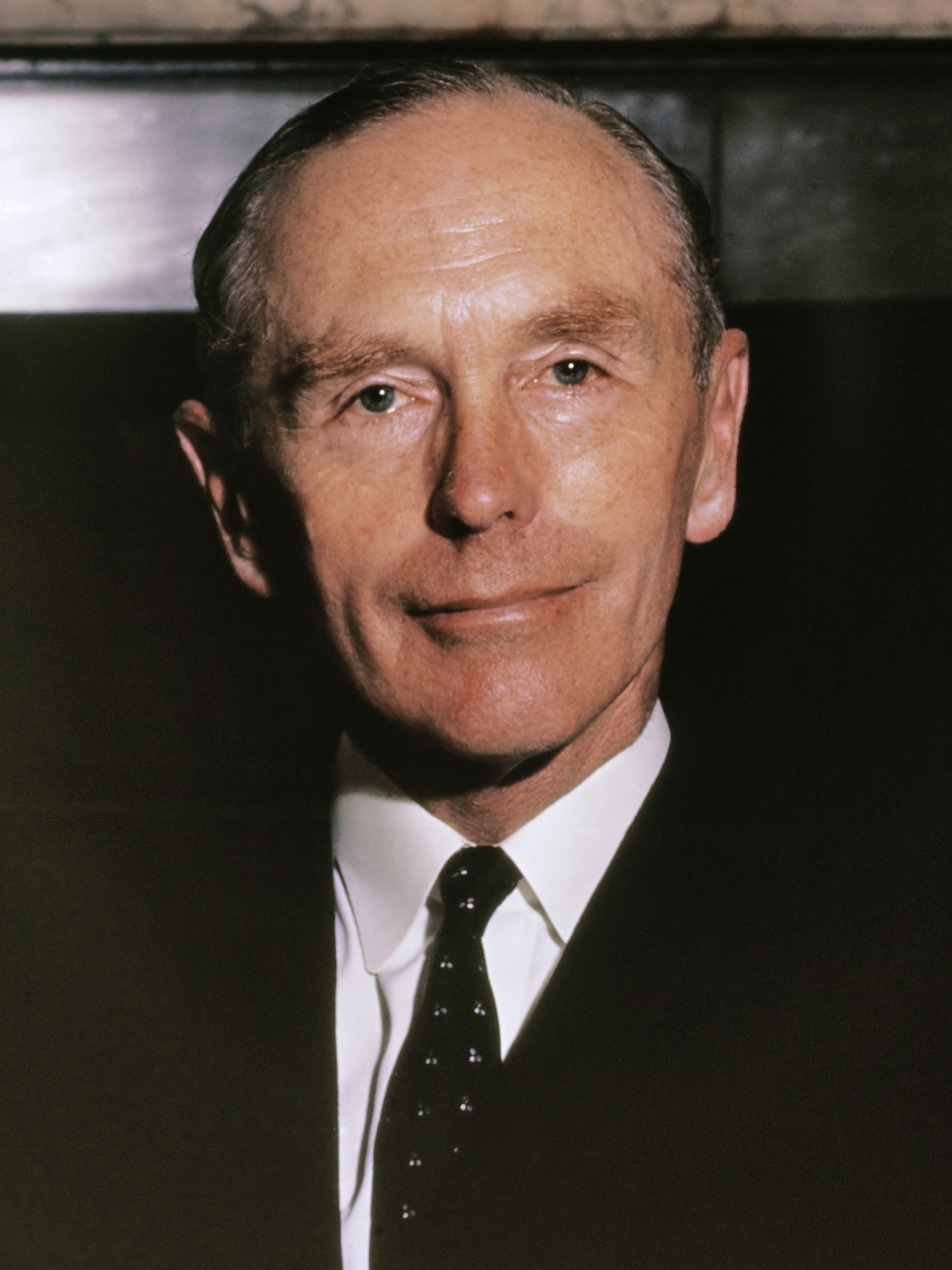
Алек Дуглас-Хьюм, 14-й граф Хьюм, премьер-министр Великобритании (1963—1964)

- 1605—1619: Александр Хьюм, 1-й граф Хьюм (ок. 1566—1619), сын 5-го лорда Хьюма;
- 1619—1633: Джеймс Хьюм, 2-й граф Хьюм (ок. 1677 — февраль 1633), сын предыдущего;
- 1633—1666: Джеймс Хьюм, 3-й граф Хьюм (ок. 1615 — декабрь 1666), сын Джеймса Хьюма (ум. 1620), внук Джона Хьюма (ум. 1629) и потомок Джона Хьюма (ум. 1513), второго сына 1-го лорда Хьюма;
- 1666—1674: Александр Хьюм, 4-й граф Хьюм (ум. 1674), старший сын предыдущего;
- 1674—1687: Джеймс Хьюм, 5-й граф Хьюм (ум. 1687), второй сын 3-го графа Хьюма;
- 1687—1706: Чарльз Хьюм, 6-й граф Хьюм (ум. 22 июля 1706), младший сын 3-го графа Хьюма;
- 1706—1720: Александр Хьюм, 7-й граф Хьюм (ум. 1720), сын предыдущего;
- 1720—1761: Уильям Хьюм, 8-й граф Хьюм (1681 — 28 апреля 1761), старший сын предыдущего;
- 1761—1786: Александр Хьюм, 9-й граф Хьюм (ум. 8 октября 1786), младший брат предыдущего;
- 1786—1841: Александр Хьюм, 10-й граф Хьюм (11 ноября 1769 — 21 октября 1841), сын предыдущего от второго брака;
- 1841—1881: Коспатрик Александр Хьюм, 11-й граф Хьюм (27 октября 1799 — 4 июля 1881), старший сын предыдущего, барон Дуглас с 1875 года;
- 1881—1918: Чарльз Александр Дуглас-Хьюм, 12-й граф Хьюм (11 апреля 1834 — 30 апреля 1918), старший сын предыдущего;
- 1918—1951: Чарльз Коспатрик Арчибальд Дуглас-Хьюм, 13-й граф Хьюм (29 декабря 1873 — 11 июля 1951), сын предыдущего;
- 1951—1995: Александр Фредерик Дуглас-Хьюм, 14-й граф Хьюм (2 июля 1903 — 9 октября 1995), старший сын предыдущего;
- 1995—2022: Дэвид Александр Коспатрик Дуглас-Хьюм, 15-й граф Хьюм (20 ноября 1943 — 22 августа 2022), единственный сын предыдущего;
- 2022 — по настоящее время: Майкл Дэвид Александр Дуглас-Хьюм, 16-й граф Хьюм (род. 30 ноября 1987), единственный сын предыдущего.